# シーライオン (SS-315)
シーライオン (USS Sealion, SS/SSP/ASSP/APSS/LPSS-315) は、アメリカ海軍の潜水艦。バラオ級潜水艦の一隻。艦名はアシカ科の総称に因んで命名された。シーライオンの名を持つ艦としては2隻目にあたる。初代艦長エリ・トーマス・ライヒ少佐（アナポリス1935年組）が過去に初代シーライオン (USS Sealion, SS-195) に乗り組んでいたことから、しばしばシーライオンII と呼ばれた。

## 艦歴
シーライオンは1943年2月25日にコネチカット州グロトンのエレクトリック・ボート社で起工した。1943年10月31日にエモリー・S・ランド夫人によって命名、進水し、1944年3月8日に就役した。整調後第222潜水艦隊に配属されたシーライオンは太平洋に向けて出航し、5月17日に真珠湾に到着。続く3週間に渡って訓練を行った。

### 第1の哨戒 1944年6月 - 7月
6月8日、シーライオンは最初の哨戒で潜水艦タング (USS Tang, SS-306) とともに東シナ海に向かった。6月12日から15日までミッドウェー島に寄港し、6月22日にトカラ列島を抜けて、翌23日にタングとともに大隅諸島南部で哨戒配備に就いた。その日の午後、シーライオンは最初の攻撃を行ったものの失敗し、反撃を避けるため深く潜航した。
6月24日、シーライオンとタングは潜水艦ティノサ (USS Tinosa, SS-283) と会合し、佐世保への航路に哨戒海域を移動した。6月25日、輸送船団発見の報によりシーライオンも攻撃態勢に入ったが、深度調整の不手際により攻撃位置に達しながらも攻撃が出来なかった。その後、シーライオンは佐世保近海から朝鮮半島方面に針路を取った。6月28日、シーライオンは北緯33度53分 東経129度01分 / 北緯33.883度 東経129.017度の対馬近海で三星丸（山下汽船、2,386トン）を撃沈。2日後の6月30日には朝鮮半島南岸でサンパンを浮上砲戦で撃沈した。7月に入ってから、シーライオンは上海近海の新しい哨戒海域に移動した。
7月6日朝、シーライオンは舟山群島近海で門司に向かう3311船団を発見。5時47分、シーライオンは北緯29度57分 東経122度51分 / 北緯29.950度 東経122.850度の地点で雪山丸（拿捕船/東亜海運委託、1,922トン/元ノルウェー船ヘリオス）などに向けて魚雷を2本発射。魚雷は雪山丸の後部に命中し間もなく沈没。3311船団は各艦船それぞれのスピードを出して避退行動に入り、護衛の砲艦興津と駆逐艦蓮が探索を開始。シーライオンは東北方向に避退したのち、6時に興津か蓮に向けて魚雷を4本発射。しかし、魚雷は命中しなかった。1時間後には哨戒機もシーライオン探索に加わり、午後まで続けられた。シーライオンは上手く戦場を離脱した。
3日後の7月9日、シーライオンは山東半島と朝鮮半島を結ぶ海域に移動して哨戒。この海域は濃霧で覆われており、しかもシーライオンのレーダーは調子が良くなく、シーライオンは盲目状態に置かれた。幸い、7月10日から11日にかけてレーダーの調子が部分的ながらも回復した。7月11日朝、シーライオンは山東半島東端沖で輸送船団を探知し、反復攻撃をかけた。特に、2番目の目標に対しては7時間もの追跡ののち3度の攻撃をかけ、7時11分に3度目の攻撃で最後に残った魚雷を発射。魚雷は目標の左舷後部に命中し、シーライオンは目標の船橋を20ミリ機銃で掃射。目標は7時14分に沈んでいった。この一連の攻撃で、シーライオンは第二筑紫丸（三井船舶、2,417トン）と第二大安丸（正福汽船、1,034トン）を撃沈した。7月13日にトカラ列島を通過。7月21日、シーライオンは42日間の行動を終えてミッドウェー島に帰投。潜水母艦フルトン (USS Fulton, AS-11) による整備を受けた。

### 第2の哨戒 1944年8月 - 9月

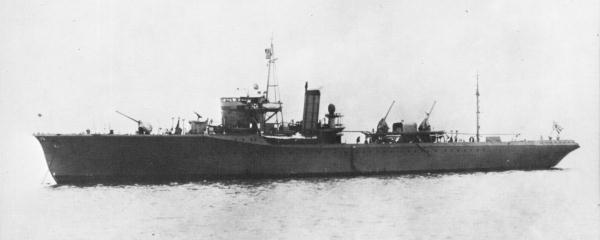
敷設艦「白鷹」（1929年）

8月17日、シーライオンは2回目の哨戒で潜水艦グロウラー (USS Growler, SS-215)、パンパニト (USS Pampanito, SS-383) とウルフパックを構成しルソン海峡方面に向かった。8月23日にサイパン島近海を通過し、8月30日にバシー海峡に到着。翌31日2時ごろ、パンパニトがミ15船団の接近を探知。シーライオンは、僚艦2隻のほか潜水艦クイーンフィッシュ (USS Queenfish, SS-393)、バーブ (USS Barb, SS-220)、タニー (USS Tunny, SS-282) のウルフパック「エドのインク消し Ed's Eradicators」とともに浮上しながら船団に接近していった。シーライオンは15ノットの速力で走り回り、4時32分にタンカーなどの目標に向けて艦首と艦尾の発射管から魚雷を10本発射。発射した魚雷のうち、タンカーに向けたものは命中したと考えられ、目標の方角から閃光が上がるのを確認。レーダーでもこの目標は2つに割れて消え去ったことが確認された。船団の他の船舶がシーライオンを撃ってきたので、シーライオンは射程外に退避したのち、5時58分に潜航。ミ15船団の予想進路前方に回りこんだ。6時15分、シーライオンは左舷方向にミ15船団を再び発見し接近していった。船団は、駆逐艦と判断された敷設艦白鷹を先頭に立てて航行しており、8ノットから10ノットの速度と判断した。7時20分、シーライオンは白鷹に向けて魚雷を3本発射。次いで中型輸送船に向けて3本発射した。7時22分から3つの爆発があり、観測すると白鷹は煙を上げながら停止状態となり、上空に哨戒機が旋回しているのが見えた。そのうち、哨戒機が対潜爆弾を投下してきたので、シーライオンは針路を南に向けて退避行動に移った。7時27分、船体が水圧で破壊される音を聴取し、これは目標の沈没を示すものと考えられた。シーライオンは他の護衛艦から25発の爆雷を投下されたが被害はなかった。夕方、シーライオンは一条の煙を発見し、商船と思って接近すると、相手は対潜艦艇だと分かった。シーライオンは魚雷を3本発射して対抗したが、命中はしなかった。しかし、2発の爆雷を投下された以外は、大した反撃は受けなかった。シーライオンは一連の攻撃を終えて残り魚雷が5本になったので、魚雷と燃料の補給のためウルフパックを抜けて、9月5日にサイパン島に一時帰投。シーライオンは9月7日に再出撃し、9月11日夜にグロウラー、パンパニトと再会した。
9月12日、海南島楡林東方500キロの海域でグロウラーがヒ72船団を発見。1時55分に先制攻撃で船団旗艦の平戸を撃沈し、船団は回避運動に入った。シーライオンとパンパニトは遅れて戦闘に参加し、船団前方に出て待ち伏せた。5時27分、シーライオンは南海丸（大阪商船、8,416トン）に対して魚雷を3本発射。そのうちの2本が南海丸の右舷に命中し、南海丸は炎上した。シーライオンは間髪入れず第二撃で楽洋丸（南洋海運、9,418トン）に対して魚雷を発射。魚雷は命中し、楽洋丸は航行を停止した。南海丸は8時45分に沈没し、楽洋丸も18時30分になって沈没した。この間、グロウラーが駆逐艦敷波を、夜に入ってからパンパニトが勝鬨丸（拿捕船、元アメリカ船プレジデント・ハリソン/日本郵船委託、10,509トン）とタンカー瑞鳳丸（飯野海運、5,135トン）をそれぞれ撃沈、ヒ72船団は三亜へと逃げ去った。シーライオンはなおもヒ72船団に食いついたものの、さらなる攻撃は出来なかった。
9月15日朝、ウルフパックは新たな哨戒海域に向かっていた。午後、パンパニトからシーライオン、および他の潜水艦に無電が飛んだ。パンパニトは3日前の攻撃海域にいたところ、海上にいかだにしがみついて救助を求める捕虜を発見した。シーライオンが撃沈した楽洋丸は、いわゆるヘルシップと渾名された連合軍捕虜輸送船の1隻で、一連の攻撃で1,300名。を超える捕虜が死亡するか漂流する結果となった。この手の地獄船情報は、通常なら連合軍が張り巡らした諜報網で事前に察知するはずであったが、この時に限って諜報がなかった。シーライオンはパンパニト、バーブ、クイーンフィッシュとともにこれらの捕虜を救助。20時45分までに、シーライオンは54名のイギリスおよびオーストラリア兵の捕虜を救助し、パンパニトが73名、バーブとクイーンフィッシュが32名を救助した。救助した捕虜は例外なく油まみれであり、マラリア、ペラグラ、脚気のいずれかに冒されていた。シーライオンが9月17日にバリンタン海峡に到達する前に3名が死亡。翌18日、シーライオンは駆逐艦ケース (USS Case, DD-370) と会合して、ケースから医師や薬剤師がシーライオンに移乗して治療に当たった。しかし、9月19日には看護の甲斐なく4人目の死亡者が出た。9月20日、シーライオンはサイパン島タナパグ港に入港し、生存の捕虜50名は現地の陸軍病院に収容されていった。9月30日、シーライオンは44日間の行動を終えて真珠湾に帰投した。
なお、シーライオンが白鷹を撃沈した戦闘については、駒宮真七郎『戦時輸送船団史』236ページには「〇七一五頃、突然一隻が浮上し、白鷹に対し砲戦を開始した。これに対し白鷹も負けじと砲撃を展開したが、〇七三〇不運にも命中弾を受け、一一一五沈没するに至った」とある。しかし、シーライオンの戦時日誌を見る限りでは、この時間帯にシーライオンが浮上して戦闘を行った記述はない。シーライオンは白鷹を駆逐艦、それも照月型駆逐艦と判断していた。

### 第3の哨戒 1944年10月 - 11月

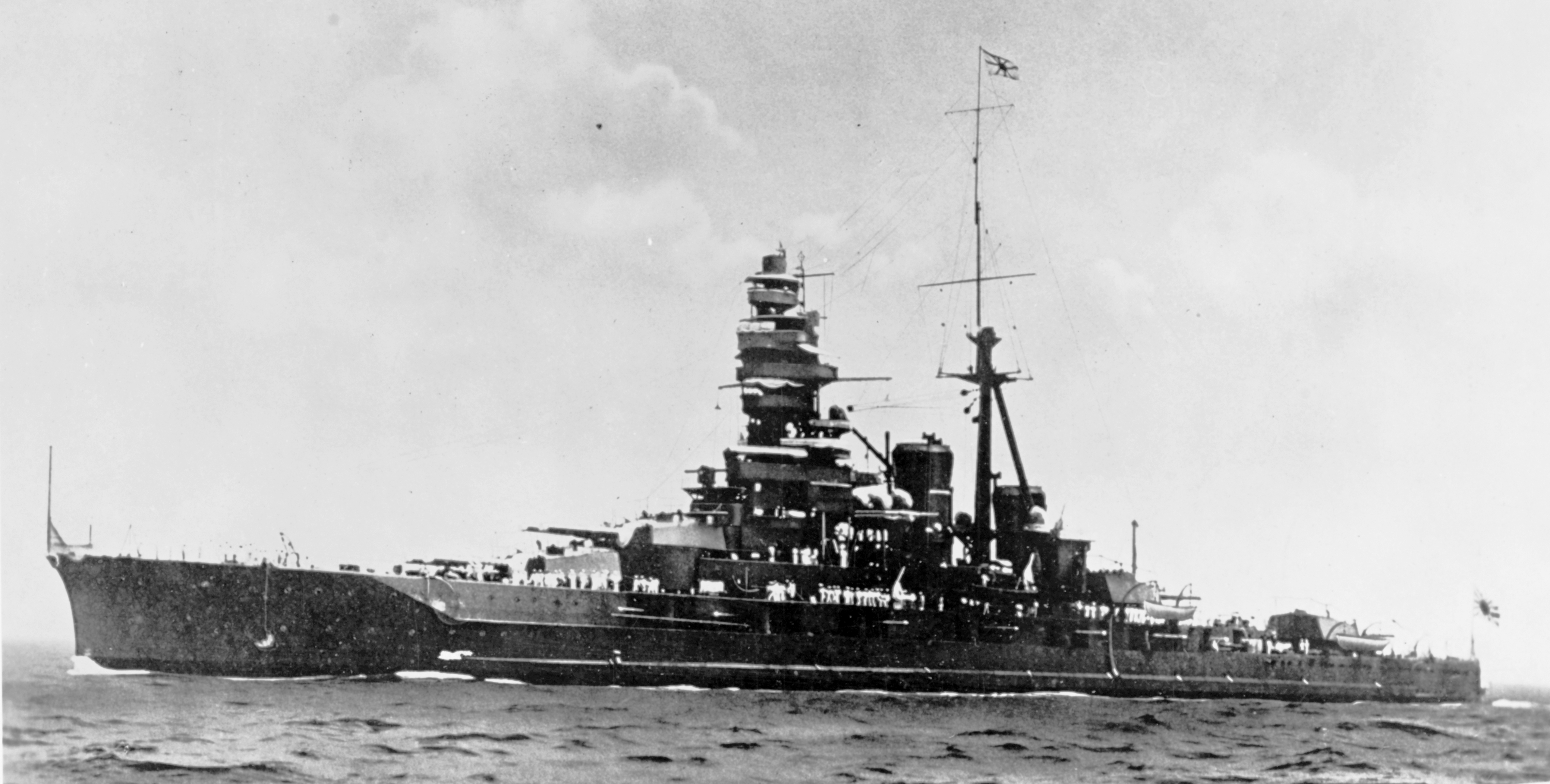
戦艦「金剛」

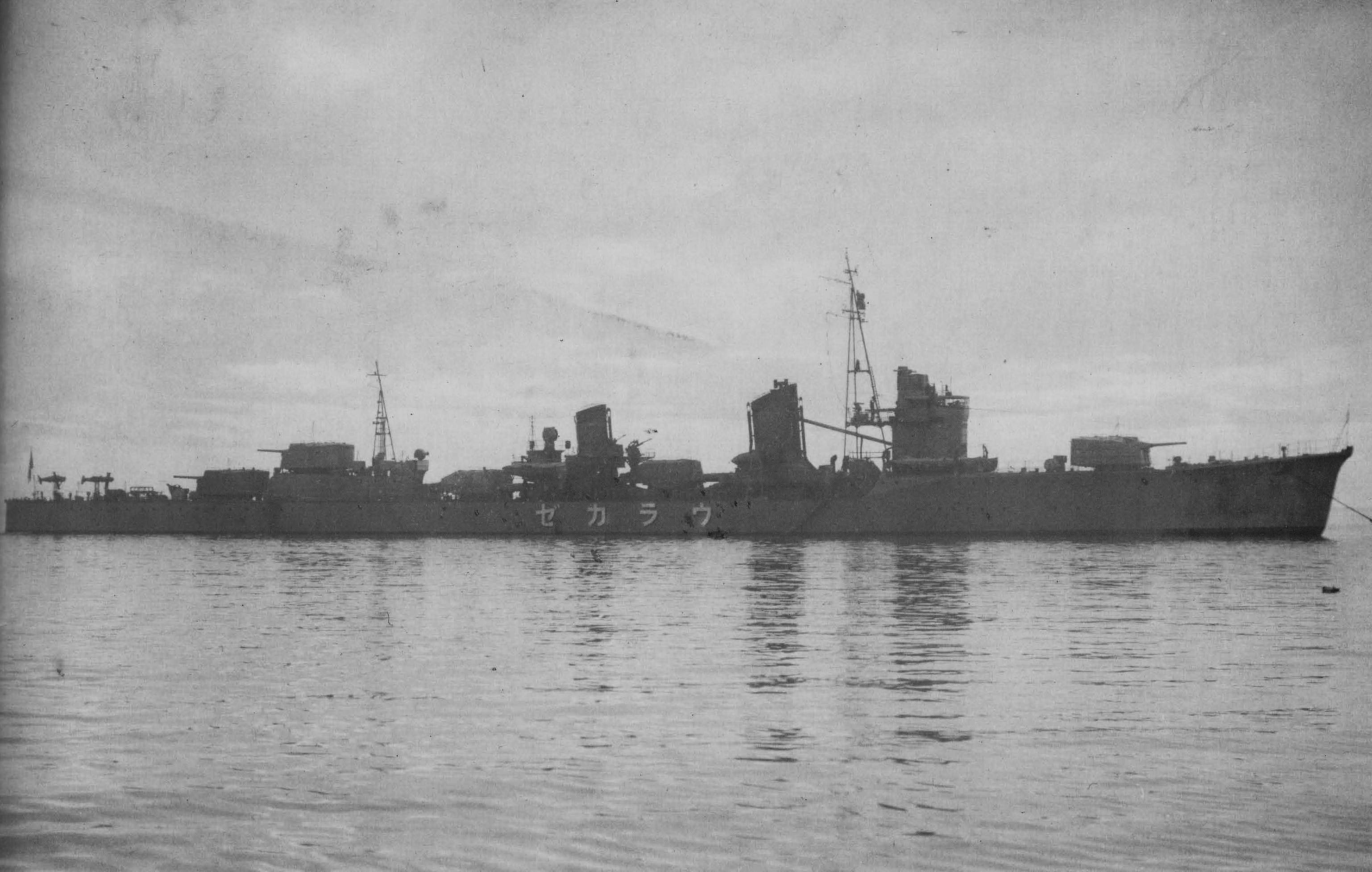
駆逐艦「浦風」

10月31日、シーライオンは3回目の哨戒でケート (USS Kete, SS-369) とともに東シナ海に向かった。11月4日にミッドウェー島に到着し、一息ついてから出航。10日後、シーライオンはトカラ列島を西に抜け、哨戒海域に入った。11月16日、シーライオンは訓練中に艦尾の8番発射管の蓋を閉じた状態で誤って魚雷を発射してしまった。修理しようにも激浪により徹底的な調査ができず、結果的に8番発射管は使用不可能となってしまった。11月17日には上海沖に到達したが、翌18日に5番発射管に装てんしている電池魚雷の電池が軽く爆発を起こしてしまった。シーライオンは台湾海峡方面に移動することとなった。
11月21日0時20分、シーライオンはレーダーにより16ノットの速力でジグザグ航行をする複数の目標を探知した。0時48分までには、相手は少なくとも2隻の戦艦と2隻の巡洋艦であることを確認。1時46分、シーライオンは視界内に戦艦、巡洋艦のほかに両脇に護衛艦がいるのを視認。この艦隊はレイテ沖海戦に破れ、一息ついてから日本本土に向かっていた第二艦隊（栗田健男中将）であり、戦艦金剛、長門、大和を中心に、金剛の前に軽巡洋艦矢矧、戦艦の両脇に駆逐艦浦風、磯風、雪風、浜風、梅、桐を配して高速で航行していた。シーライオンは戦闘配置を令して全速力で追跡し、艦首の魚雷の深度を2.6メートルに設定して攻撃機会を待った。
2時45分、シーライオンは第二艦隊の横腹に入り込み、速度を落として浮上したまま攻撃態勢に入った。2時56分、シーライオンは2番手の金剛に対して魚雷を6本発射。急旋回ののち3分後に3番手の長門に対して魚雷を3本発射した。1分後、シーライオンは3つの爆発音を確認した。最初の魚雷は金剛の左舷艦首と二番煙突下の缶室に命中し、長門に向かった魚雷は長門の艦首をかすめ去り、長門の右斜め前にいた浦風に命中。浦風は爆発を起こしてそのまま姿を消した。
シーライオンは西に向けて航行し、「魚雷が命中した目標は装甲が損傷しただけ」と判断して次発装てんを急いだ。3時10分までには2回目の攻撃の態勢が整った。その間、大和と長門、矢矧、雪風は、金剛と金剛の護衛につけられた磯風、浜風を置いて北東方向へ全力で逃げ去った。海は荒れてきて追跡が徐々に困難になってきたが、4時50分には艦隊が2つに別れたのをレーダーで確認し、シーライオンは金剛を追跡し始めた。5時12分には金剛まで1,500メートルに接近したが、その直後、シーライオンは大きく揺さぶられた。金剛が大傾斜した末に火薬庫から大爆発を起こして爆沈し、その影響を正面に受けたのであった。
この時発射された魚雷を含め、アメリカの魚雷には弾頭に名前を記すことが慣例となっていた。大抵は妻かガールフレンドの名前だったが、時には戦時公債を売りさばいた工場の従業員の名前だったりもした。この時に発射された魚雷には、先代がフィリピンで爆撃を受けた際に戦死した4名の乗組員、フォスター、オコンネル、ポール、オギルビーの名が記されていた。また、アメリカ潜水艦の攻撃の様子を録音するのは前例がなかったが、シーライオンのこの攻撃の際には、戦闘配置が令された後、シーライオンに乗艦していたCBSの従軍記者により攻撃の様子の録音が行われた。この時の録音は、後述の5回目の哨戒の際に録音されたものと合わせてアメリカ海軍水中測探研究所に保存されており、これらは第二次世界大戦での海中攻撃の様子を収めた数少ない録音だと考えられる。
シーライオンは中国大陸と台湾の間を哨戒した。11月28日、シーライオンは32日間の行動を終えてグアムアプラ港に帰投。艦長がチャールズ・F・プットマン（アナポリス1937年組）に代わった。

### 第4の哨戒 1944年12月 - 1945年1月

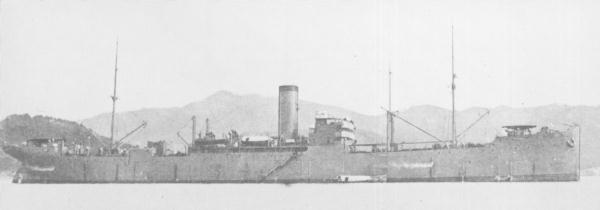
給糧艦「間宮」（1930年）

12月14日、シーライオンは4回目の哨戒で潜水艦カイマン (USS Caiman, SS-323)、ブレニー (USS Blenny, SS-324) とウルフパックを構成し南シナ海に向かった。この哨戒は悪天候に悩まされることが多く、26日間に及ぶ哨戒期間のうち、6回の潜航機会を除いて常に浮上していた。12月20日、シーライオンは駆逐艦の護衛がついた給糧艦間宮を発見。19時37分に魚雷を6本発射し、4つの命中を得た。シーライオンは護衛艦の反撃を回避し、次回攻撃の準備を行った。2時間半後観測すると、間宮は依然として浮いていた。日付が変わって12月21日0時32分、シーライオンは間宮に向けて魚雷を3本発射。2本が命中して間宮は沈没していった。
その後シーライオンは、12月28日から1945年1月14日までルソン島リンガエン湾への上陸を企図する第7艦隊（トーマス・C・キンケイド中将）の支援活動に従事した。1月24日、シーライオンは43日間の行動を終えてフリーマントルに帰投した。

### 第5、第6の哨戒 1945年2月 - 6月
2月19日、シーライオンは5回目の哨戒で南シナ海およびタイランド湾方面に向かった。3月17日、シーライオンは北緯05度18分 東経103度23分 / 北緯5.300度 東経103.383度の地点でタイのタンカーサムイ（Samui、1,458トン）を撃沈した。4月2日には、23日間もゴム製のいかだに乗って漂流していたアメリカ陸軍航空軍のパイロットを救助。さらに潜水艦ガヴィナ (USS Guavina, SS-362) から3名の救助したパイロットを託された。4月6日、シーライオンは47日間の行動を終えてスービック湾に帰投した。
4月30日、シーライオンは6回目の哨戒で潜水艦バッショー (USS Bashaw, SS-241)、ハンマーヘッド (USS Hammerhead, SS-364) とウルフパックを組んで南シナ海に向かった。5月まで香港、台湾方面で救助配備任務に就き、月末に潜水艦ブリーム (USS Bream, SS-243) から救助したパイロットを引き取り、パイロットをスービック湾まで送り届けたのち哨戒に復帰。ハワイに進路を向けた。6月12日にグアムアプラ港に寄港し、一息ついたあとウェーク島沖での救助配備任務に就いた。6月30日、シーライオンは62日間の行動を終えて真珠湾に帰投した。シーライオンは真珠湾からカリフォルニア州サンフランシスコに向かい、同地でオーバーホール中に終戦を迎えた。
シーライオンは第二次世界大戦の戦功で5個の従軍星章を受章した。

### 戦後
シーライオンは終戦に伴ってオーバーホールには不活性化の準備が加えられた。6度の哨戒で殊勲部隊章を受章したシーライオンは1946年2月2日に退役した。
およそ1年半後、シーライオンは姉妹艦のパーチ (USS Perch, SS-313) と共に輸送潜水艦への転換が指定された。1948年4月にサンフランシスコ海軍造船所に入渠し、8ヶ月間に及ぶ転換作業が行われた。この作業で魚雷発射管と前部エンジンは撤去され、前方機関室および前後の魚雷室は123名の兵士を収容できる様に変更された。また、それらのスペースは貨物室としても使用できる様に設計された。士官室は作戦室として使用できる様に設計変更され、司令塔は後方に拡張された。また、LVTを収容できる様、大きな円筒状の収容室が艦後方に装着された。
1948年11月2日、シーライオンは輸送潜水艦として再就役し、SSP-315 へ艦種記号が変更された。海兵隊員を乗艦させたシーライオンは1949年の春まで南部カリフォルニア沖で訓練演習を行い、その後第21潜水艦隊に配属、大西洋での任務に就く。4月の間シーライオンはニューロンドンで作戦活動に従事し、5月にはノーフォーク沖合で第6潜水戦隊第61潜水艦隊の一部として活動した。1950年1月31日、ASSP-315 （輸送潜水艦）へ艦種変更され、同年の春にはラブラドール地方北方からカリブ海南方までの範囲で演習を行った。1950年4月から6月までポーツマス海軍造船所で転換後初のオーバーホールを行い、7月にはノーフォーク沖で任務を再開した。
1955年3月に第63潜水艦隊へ配属され、1956年10月24日に APSS-315 へ艦種変更される。シーライオンは1960年までバージニア州沖合、カロライナ海岸、カリブ海で海兵隊、水中破壊部隊およびビーチ・ジュピター部隊と共に訓練演習を行い、時には陸軍部隊と共に活動した。訓練活動はオーバーホールの期間に中断され、その間に艦尾の「LVT格納庫」は撤去された。1957年8月から11月にかけては第6艦隊と共に地中海で展開した。
1960年6月30日、シーライオンはニューハンプシャー州ポーツマスで退役し、予備役訓練艦として保管された。1961年8月にペンシルベニア州フィラデルフィアにオーバーホールのため曳航され、10月20日に再就役する。12月18日、シーライオンはノーフォークで第6潜水戦隊に再び加わった。50年代と同様の定期任務が再開され、任務はオーバーホール期間に時折中断された。1962年の秋、キューバ危機が発生するとシーライオンは海上封鎖の支援を行う。1962年10月22日、ノーフォークを出航し1ヶ月のカリブ海での訓練巡航に向かうが、海上封鎖部隊は巡航計画を変更した。12月3日にシーライオンはノーフォークに帰還し、その後1967年まで海兵隊偵察部隊、水中破壊部隊、SEALsとの訓練を継続した。1967年9月15日に母港が変更され、続く2年間を第121潜水艦隊の一部としてフロリダ州キーウェストから活動したあと、1969年1月に LPSS-315 （揚陸輸送潜水艦）へ艦種変更され、その夏に不活性化が命じられる。9月にペンシルベニア州フィラデルフィアに移動し、1970年2月20日に退役、予備役艦隊入りした。
シーライオンは1977年3月15日に除籍され、1978年7月8日にニューポートの沖合で標的艦として沈められた。